# Norr Mälarstrand

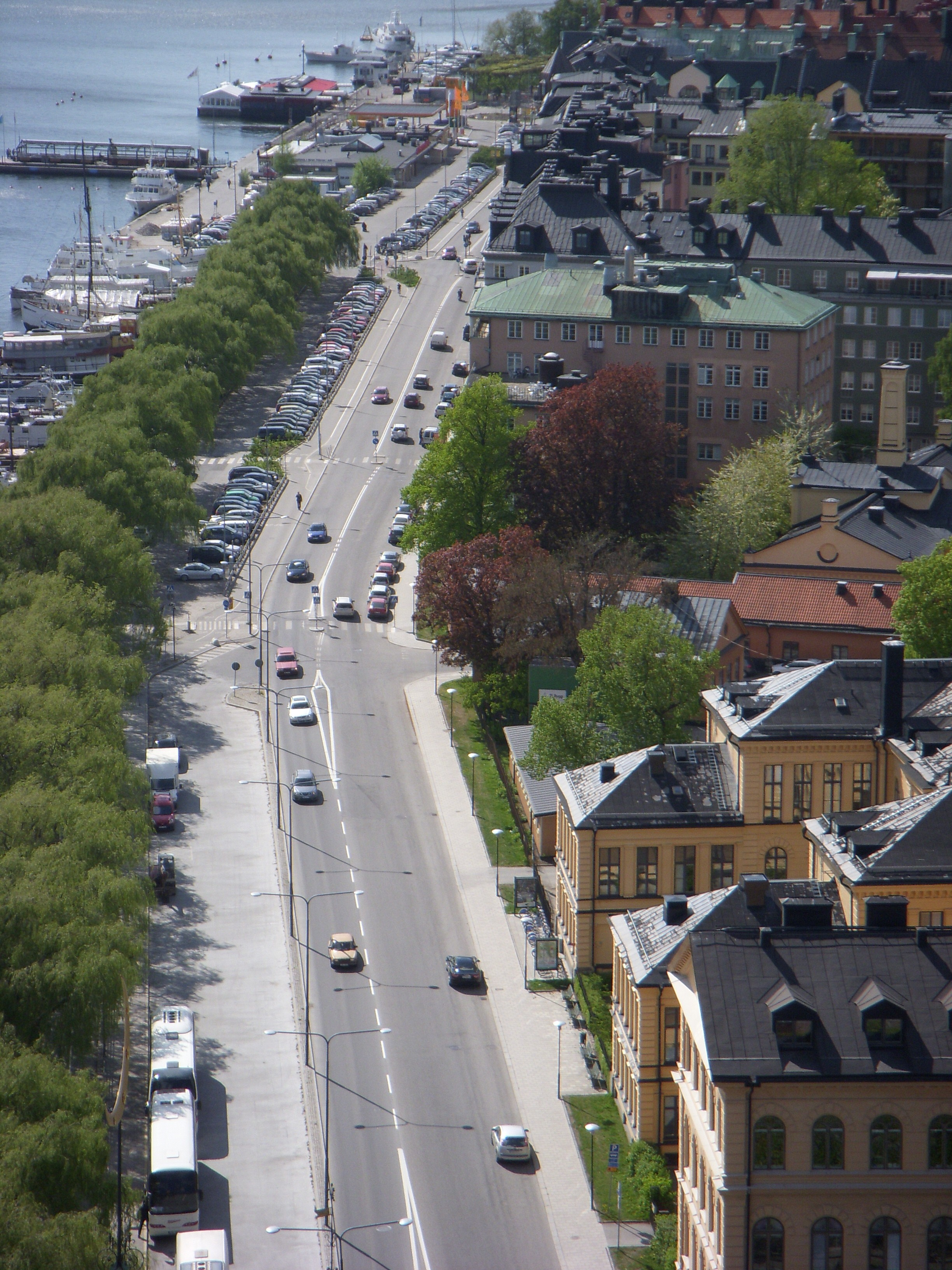
Norr Mälarstrand mot väst.

Norr Mälarstrand är en paradgata på Kungsholmen i Stockholm som löper längs den norra stranden av Riddarfjärden i Mälaren. Gatan anlades huvudsakligen på utfylld mark längs Riddarfjärden. Innan dess fanns här en mängd bryggor och industrier, några av de större var Eldkvarn på nuvarande Stockholms stadshus plats och S:t Eriks Bryggeri vid Kungsholms torg.
Bebyggelsen längs Norr Mälarstrand kom till i två faser. Den första östliga delen byggdes ut huvudsakligen kort före och efter sekelskiftet 1900, den andra västra delen uppstod på 1930- och 1940-talen. Den mest kända byggnaden är Stockholms stadshus, invigt 1923. 
Från stadshuset i öst till Rålambshovsparken i väst är det cirka 1,6 kilometer. Längs gatans centrala och västliga del löper Norr Mälarstrands park som anlades åren 1941–1943.

## Historik och byggnader
Norr Mälarstrand fick sitt namn vid namnrevisionen 1885 samtidigt med Söder Mälarstrand på Riddarfjärdens södra strand. Gatan planerades redan 1863–1864 och började mot slutet av 1880-talet anläggas framför dåvarande Karolinska Institutet och Kungliga Myntet. Midsommar 1923 invigdes Stockholms stadshus vid Norr Mälarstrands östra slut.
År 1930 antogs en ny stadsplan för den här delen av Kungsholmen och Norr Mälarstrand förvandlades till en paradgata. Nya huskroppar byggdes med kortsidorna ut mot Riddarfjärden av framstående arkitekter som T E Lindhberg, Nils Einar Eriksson, Björn Hedvall, Cyrillus Johansson, Birger Borgström och Ture Ryberg.
Husen från 1930-talet utgör idag tillsammans med Stockholms stadshus Kungsholmens mest utpräglade signum. Fastigheterna Norr Mälarstrand 26 till 32 har gestaltats med höga trappstegsgavlar som pryds med bronsskulpturer skapade av Aron Sandberg, som tillsammans med sin bror Gustaf Sandberg även smyckade Stockholms stadshus med många skulpturer.

## Strandpromenaden
Längs vattnet anlades 1941–1943 Norr Mälarstrands strandpromenad av dåvarande stadsträdgårdsmästaren Holger Blom och hans medarbetare Erik Glemme, i den då rådande funktionalistiska parkstilen, som blev känd under namnet Stockholmsstilen. Strandpromenaden är ett cirka 800 meter lång och omkring 20 meter brett parkstråk, som leder mot Rålambshovsparken. Stråket rustades upp år 2002–2003. Här finns lekparker och flera sommarcaféer.

## Vandalisering av pilträd
Försommaren 2011 upptäcktes att sex av de fontänpilar som formar en allé från Kungsholms torg till Stadshuset utsatts för vandalisering. Under våren bar träden påtagligt mindre blad än normalt och många grenar var torra. Trädgårdsansvariga inom Stockholms stads trafikkontor bedömde att pilträden skulle komma att dö under sommaren. De sex träden hade en mängd små borrhål där man misstänker att gift sprutats in.
I september 2011 sågades samtliga sex träden ner och i månadsskifte november/december samma år planterades sex nya, fullvuxna hängpilar som importerades från Tyskland. Enligt dåvarande trafikborgarrådet Ulla Hamilton kostade vandaliseringen stockholmarna 900 000 kronor. Hon låter ta fram en handlingsplan för att komma till rätta med olovliga trädfällningar.

## Kända boende
- Hjalmar von Sydow, Norr Mälarstrand 24, se även von Sydowska morden
- Sven Hedin, Norr Mälarstrand 66, från 1935 till 1952
- Erik Åsbrink och Ylva Johansson
- Sickan Carlsson, Norr Mälarstrand 38
- Birgit Tengroth, Norr Mälarstrand 76
- Britt Tunander
- Hugo Theorell, Norr Mälarstrand 38, från 1939 till 1961
- Olle Adolphson, Norr Mälarstrand 28, ungdomsåren på 30- och 40-talet
- Ann-Sofie von Otter, Norr Mälarstrand 54

## Bilder

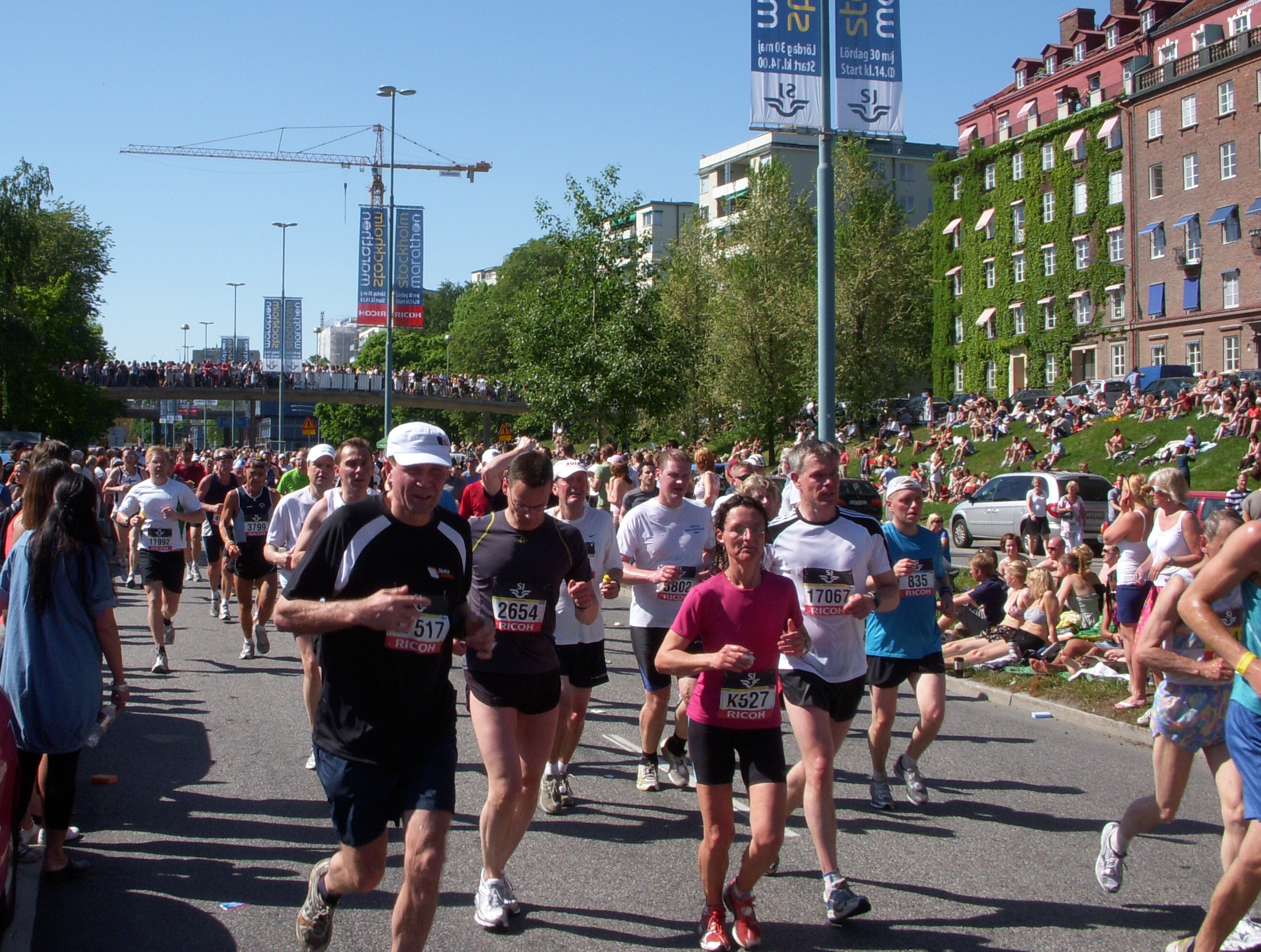
Stockholm Marathon 2009.
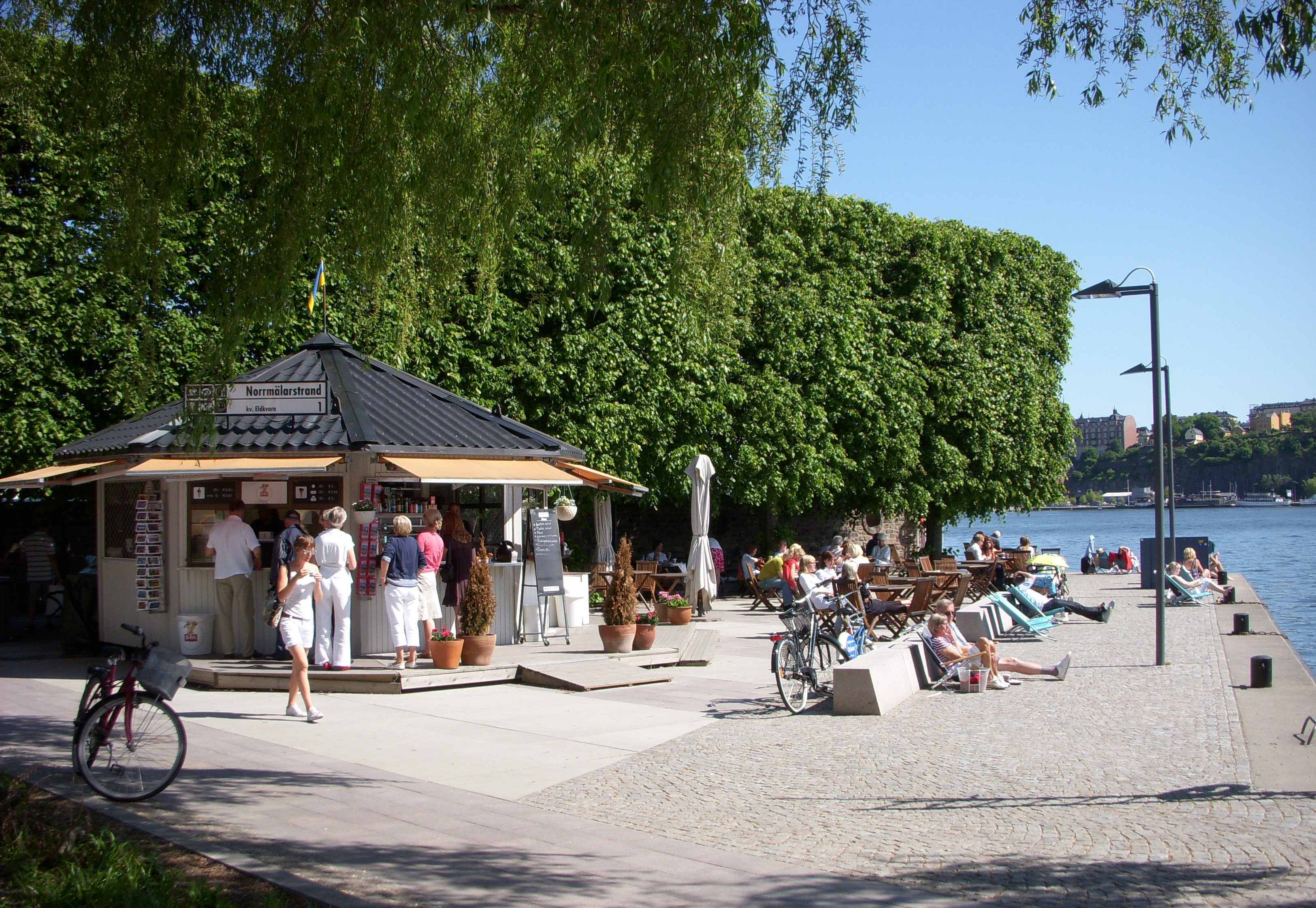
Norr Mälarstrand, sommar.
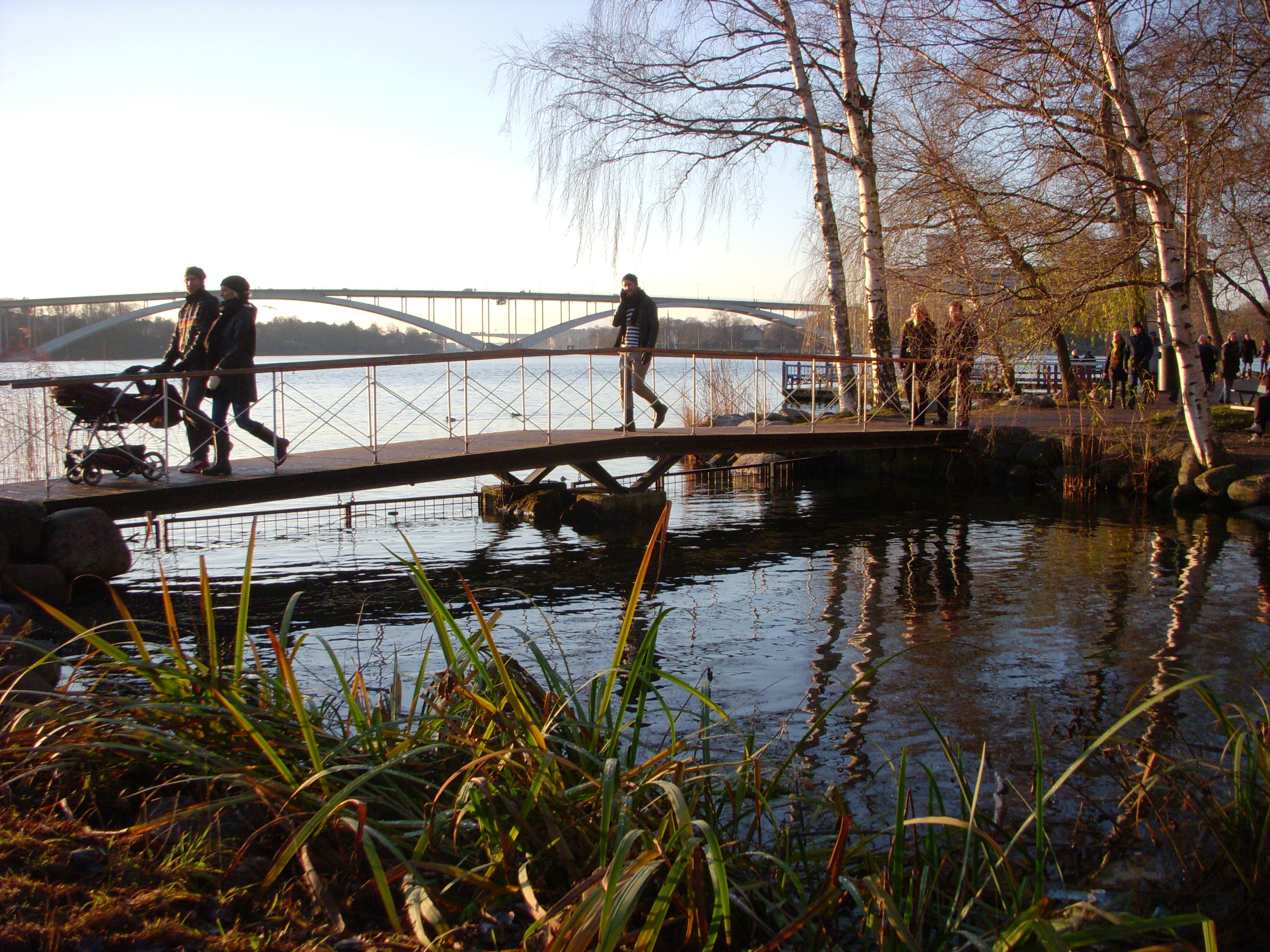
Strandpromenaden, höst.
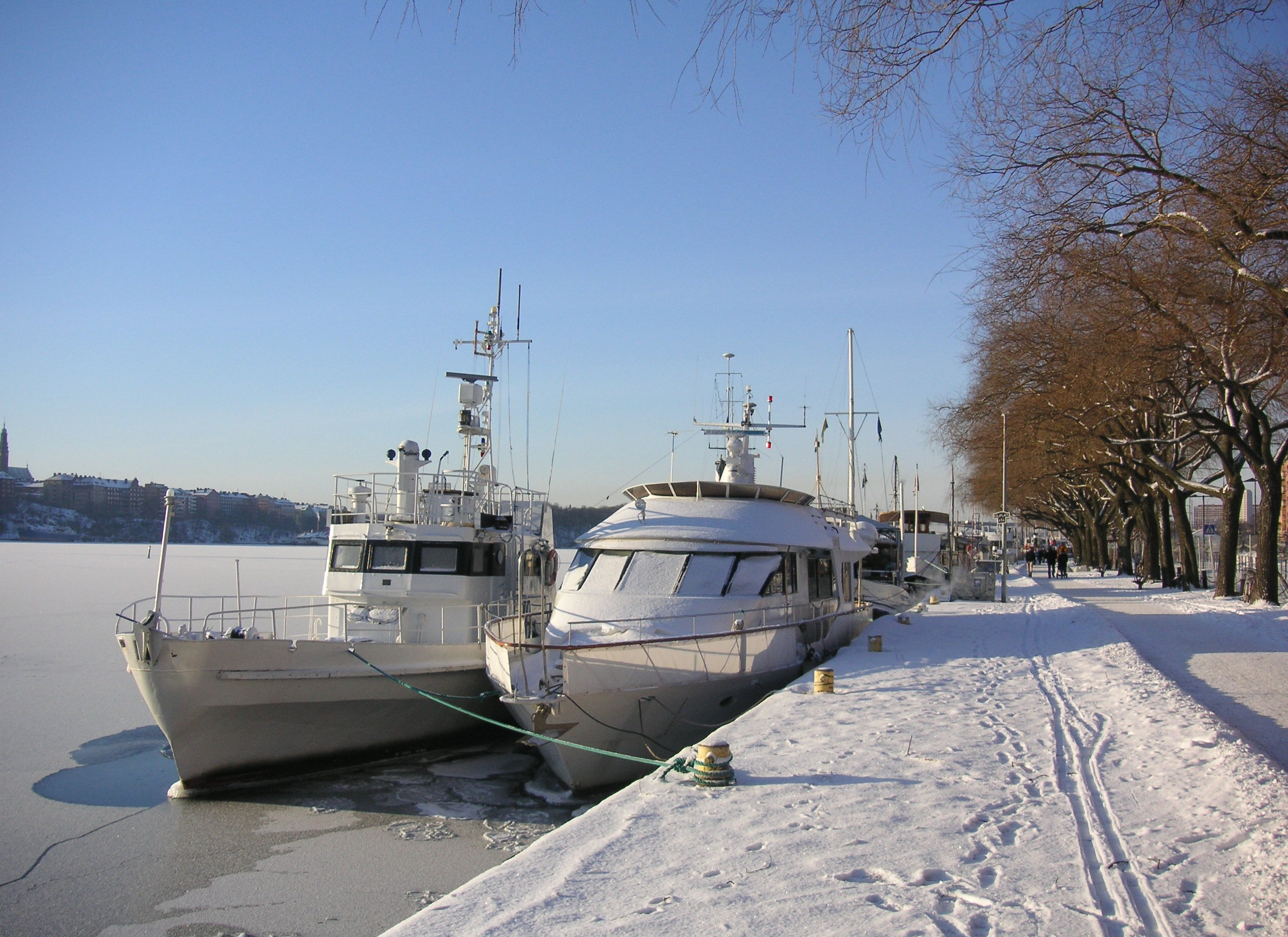
Strandpromenaden, vinter.